# Restos du Coeur

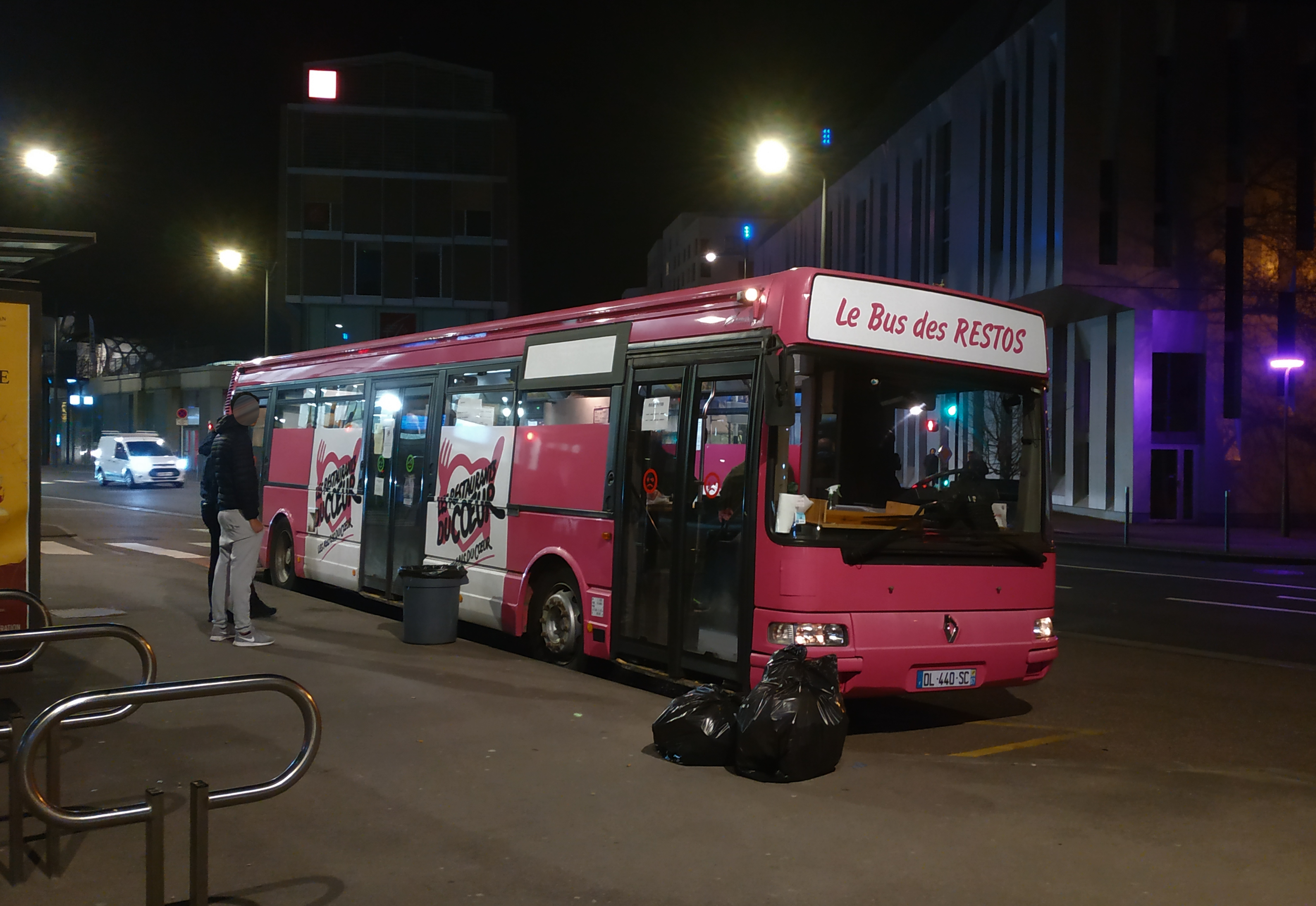
Autobús de Los Restos du Cœur en Metz

Los Restos du Cœur (o más formalmente Les Restaurants du Cœur - Relais du Cœur, traducible por Los restaurantes del corazón) es una fundación sin ánimo de lucro, compuesta por una asociación nacional francesa y 113 asociaciones departamentales. Su objetivo es distribuir comida gratis a los más desfavorecidos.

## Origen
El humorista y actor Michel Colucci, más conocido como Coluche, lanzó la idea a principios de 1985. Los primeros restaurantes abrieron el 21 de diciembre, y se multiplicaron por todo el país. El objetivo de los fundadores era ofrecer 200.000 comidas por día.
8,5 millones de comidas se distribuyeron en ese primer invierno. La iniciativa se mantuvo económicamente gracias a los derechos de una canción compuesta por Jean-Jacques Goldman, y una emisión televisiva consiguió recibir muchos millones de francos de donaciones.
En febrero de 1986, Coluche revela un estudio al Parlamento Europeo, que dice que cuesta más almacenar los excedentes de comida que distribuirlos gratuitamente a los pobres. Por ello, hace la petición de que los excedentes almacenados se liberalicen, consiguiendo que en 1987 se abran a cuatro asociaciones: el Secours populaire, Cruz Roja, los Bancos de Alimentos y los Restos du cœur.

## Funcionamiento

### Estructura y organización
Los Restos du Cœur se componen de una asociación nacional y 117 asociaciones departamentales.

#### La asociación nacional
La asociación nacional, fundada por Coluche en 1986, llamada «Les Restos du Cœur-Relais du Cœur» es una asociación no lucrativa, reconocida de utilidad pública, tiene como objetivo ayudar a los más desfavorecidos y participar en la lucha contra la exclusión social.
La asociación es la fundadora del «Comité del código deontológico de las organizaciones sociales y humanitarias», una agrupación de asociaciones que se constituyó para verificar su propia transpariencia financiera. Este comité es el propietario del nombre y del logo «Restaurants du Cœur».
Cada año, la asamblea general elige un consejo de administración, que elige entre sus miembros al presidente y la junta. Estos ejecutan la política definida por el consejo de administración, reuniéndose cada semana. La asociación nacional tiene por objetivo:
- Centralizar las compras y aprovisionar a los departamentos en materia de alimentación.
- Incitar a los departamentos a comprometerse en la ayuda a la inserción de sus de beneficiarios y de portar, a tal efecto, el apoyo técnico y la ayuda financiera necesarios.
- Asegurar la formación de los trabajadores voluntarios.
- Controlar y consolidar las cuentas de las asociaciones departamentales, velar por su buen funcionamiento y el respeto de las reglas.
- Asegurar la comunicación general de los restaurantes.

#### Las asociaciones departamentales
Las 119 asociaciones departamentales se reparten en 96 departamentos. Autónomas jurídicamente, funcionan con los mismos principios que la nacional, con asambleas generales, consejos de administración, juntas... y están ligadas a ella por un contrato de consentimiento.
En toda Francia, las asociaciones departamentales administran, animan y coordinan las actuaciones sobre el terreno, con 63.000 trabajadores voluntarios en unos 2.040 centros Restos que reciben alrededor de 863.000 beneficiarios por día. Se encargan de todas las actividades de ayuda alimentaria, ayuda de acogida, talleres (como les Jardins du Cœur, los jardines del corazón), actividades culturales, sitios para vivir...
Todas estas actividades de ayuda a la inserción, contribuyen a hacer, de aquellos que son llamados beneficiarios, personas con los mismos beneficios, derechos y deberes que otra cualquiera.
Aunque la ayuda alimentaria es la actividad más "visible" de los Restos, no es suficiente para sacar a los beneficiarios de la exclusión social. De hecho, la ayuda a la inserción se considera ahora como prioritaria. 
El acto «Les Restos Demain» (Los Restaurantes mañana), que reunió en 1998-1999 a más de 13000 beneficiarios y voluntarios, confirmó esta necesidade de evolución y reforzó la voluntad de ir más lejos en la cooperación voluntarios-beneficiarios.

### Transparencia financiera
Los Restos du Cœur son prudentes con el buen empleo de los fondos puestos a su disposición por los donantes y los colectivos públicos. Como se financia por dichos fondos y se anima por los voluntarios, tiene pocos gastos generales (alrededor de un 8% de los recursos), y los gastos supérfluos son eliminados. El procedimiento de llamada avisando de ofertas permite obtener los mejores precios; así más del 90% de los recursos financieros se consagran a las propias acciones.
Como dicta la ley, las cuentas de la asociación se revisan por un interventor de cuentas. Las faltas aisladas que se han constatado en algunos grupos locales se han sancionado o transmitido a la justicia.
Votada en 1988, la ley Coluche innova permitiendo, a las personas de a pie que realizan pequeñas donaciones (el grupo más numeroso), beneficiarse de ventajas fiscales, hasta entonces reservadas a los grandes donantes. Su última versión permite a los donantes de los Restos du Cœur beneficiarse de una reducción del 75% de los impuestos por una donación que va hasta los 470 euros. Pasada esta cifra, y en el límite del 20% de los ingresos brutos, la reducción es del 66%. Cada donante recibe:
- Un recibo fiscal, en cuyo reverso figura el balance financiero aceptado por un interventor fiscal.

- Una cuenta y detalle de empleo de los recursos que reciben los Restos.

La asociación Les Restaurants du Cœur - Relais du Cœur es miembro del Comité de Caridad, cuyo objetivo es promover la confianza en las donaciones, y certificar la transparencia de las actividades caritativas y la buena gestión y uso de los dones que recibe.
Desde 1987, los Restos se benefician del Plan Europeo de Ayuda a los más Necesitados («Plan européen d’aide aux plus démunis», PEAD). Sin embargo, la asociación está preocupada por la eliminación del plan, debido a los problemas de reconducción de fondos y las restricciones de acceso a los excedentes agroalimentarios europeos.

### La gente

#### Los donantes
Hay varios tipos de donantes:
- La mayoría donan dinero, y son de todas las edades y condiciones sociales, tanto personas físicas como entidades.
- Los que ofrecen sus servicios (locales, transporte, imprenta, etc) o participar en las manifestaciones convocadas legalmente.
- Los que compran el CD de los Les Enfoirés (acto anual en el que participan los artistas para recoger fondos para la asociación).
- Los que hacen donaciones en especie, como libros, ropa, alimentos, productos de higiene, etc.

#### Los voluntarios
Desde la primera campaña de los Restos du Cœur lanzada por Coluche en 1985, los voluntarios eran 5000; hoy son más de 40.000, en toda Francia, con un punto en común esencial: la fidelidad a la generosidad, lejos de política o religión. Su formación se realiza en la propia asociación correspondiente, que permite a los voluntarios adquirir todas las competencias y las técnicas necesarias para conseguir su misión. Dos formadores profesionales y voluntarios experimentados dan seminarios a voluntarios de todos los departamentos

#### Los artistas
Coluche sabía que la mejor manera de ayudar al funcionamiento de los pollos,no era su propia imagen y la de sus amigos. En invierno de 1985, constituyó los llamados Pollitos.
El 26 de enero de 1986, Coluche presenta un programa en una cadena nacional, difundido toda la tarde; un plató excepcional que reúne políticos de varios partidos, presentadores de todas las cadenas de televisión y radio, artistas de todos los géneros y deportistas de todas las disciplinas.
Cada año después, el concierto de los Enfoirés une a los voluntarios de los Restos, y se ha convertido en un evento mediático muy popular. En cada ocasión, se relata la acción de la asociación y se recuerda a dónde pueden dirigirse los donativos. Los Enfoirés manifiestan su apoyo a la asociación donando los beneficios de los conciertos y de la venta de discos.